# Кристиан (кронпринц Дании)
Кристиан, кронпринц Дании, граф Монпеза (полное имя: Кристиан Вальдемар Генри Джон) (дат. Christian Valdemar Henri John; род. 15 октября 2005, Копенгаген) — кронпринц Дании, наследник датского престола.
Старший сын  короля Фредерика X и его супруги королевы Марии. Внук королевы Дании Маргрете II и старший брат принцессы Изабеллы, принца Винсента и принцессы Йозефины.
Кронпринц Кристиан является наследником датского престола (ожидается, что со временем он будет царствовать под именем Кристиан XI) после отречения своей бабушки королевы Маргрете II.

## Биография
Принц Кристиан родился в 1:57 15 октября 2005 года в Копенгагене в университетском госпитале с весом 3,5 кг и ростом — 51 см.
21 января 2006 года был крещён лютеранским епископом Копенгагена Эриком Норманом Свендсеном во дворцовой церкви Кристиансборга.
Принц Кристиан стал первым принцем, посетившим детский сад и государственную школу. 
15 мая 2021 года принц Кристиан прошёл обряд конфирмации в церкви замка Фреденсборг.
В августе 2021 года принц Кристиан был переведён в общественную гимназию Ордруп, в которой продолжил своё обучение. Принц Кристиан активен в общественной жизни, сопровождает членов королевской семьи на различных мероприятях, среди которых было посещение мемориала жертвам стрельбы в июле 2022 года.
14 января 2024 года после отречения своей бабушки королевы Маргрете II и восшествии на престол своего отца под именем Фредерик X, Кристиан стал наследником датского престола.

## Титулы и обращения
15 октября 2005 — 29 апреля 2008: Его Королевское Высочество принц Кристиан Датский. 
29 апреля 2008 — 14 января 2024: Его Королевское Высочество принц Кристиан Датский, граф Монпеза.
С 14 января 2024: Его Королевское Высочество кронпринц Дании, граф Монпеза.

## Награды
- Дания 11 июня 2009: Памятная медаль «75 лет со дня рождения принца Хенрика»
- Дания 16 апреля 2010: Памятная медаль «70 лет со дня рождения королевы Маргрете II»
- Дания 14 января 2012: Памятная медаль Рубинового юбилея королевы Маргрете II
- Дания 16 апреля 2015: Памятная медаль «75 лет со дня рождения королевы Маргрете II»
- Дания 10 июня 2017: Памятная медаль «Золотая свадьба королевы Маргрете II и принца Хенрика»
- Дания 18 июня 2018: Памятная медаль принца Хенрика
- Дания 16 апреля 2020: Памятная медаль «80 лет со дня рождения королевы Маргрете II»
- Дания 14 января 2022: Памятная медаль Золотого юбилея королевы Маргрете II
- Дания 15 октября 2023: Рыцарь ордена Слона (RE)
- Норвегия 15 октября 2023: Кавалер Большого креста ордена Святого Олафа